# Mieszko van Bytom
Mieszko van Bytom (circa 1305 – 9 augustus 1344) was van 1312 tot 1328 hertog van Siewierz, van 1328 tot 1334 bisschop van Nitra en van 1334 tot aan zijn dood aartsbisschop van Veszprém. Hij behoorde tot de Silezische tak van het huis der Piasten.

## Levensloop
Mieszko was de vijfde en jongste zoon van hertog Casimir van Bytom en diens echtgenote Helena, wier afkomst onbekend gebleven is. Hij was voorbestemd voor een kerkelijke loopbaan. Desondanks erfde hij na het overlijden van zijn vader in 1312 het hertogdom Siewierz. Mieszko besloot zijn kerkelijke loopbaan verder te zetten en in 1313 trad hij toe tot de Orde van Sint-Jan.
Rond 1315 verhuisden hij en zijn oudste broer Bolesław op vraag van hun zus Maria van Bytom, die koningin van Hongarije was, naar het hof van zijn schoonbroer Karel I Robert van Hongarije in Boeda. Kort na zijn afkomst werd Mieszko benoemd tot prior van de Hongaarse afdeling van de Orde van Sint-Jan. Op onmiddellijk bevel van de paus nam hij in 1318 ontslag uit deze functie.
Na zijn ontslag was Mieszko een trouwe bondgenoot van zijn broer Bolesław. Als dank hiervoor wilde Bolesław hem in 1328 laten benoemen tot bisschop van Nitra. De lokale kapittel verzette zich echter omdat dit als nepotisme werd beschouwd. Met de steun van koning Karel I Robert van Hongarije werd Mieszko uiteindelijk tot bisschop benoemd. Hij trad vervolgens af als hertog van Siewierz ten voordele van zijn broer Wladislaus. 
Als bisschop was Mieszko betrokken bij activiteiten die de belangrijkheid van de bisschoppelijke stad vergrootten. Hij bestuurde het bisdom met een enorme dynamiek en ook liet hij een kathedraal bouwen. Mieszko had echter doorlopende conflicten met de kapittel en besloot daarom in 1334 ontslag te nemen als bisschop van Nitra. Vervolgens werd hij met de steun van de paus en de lokale adel verkozen tot bisschop van Veszprém. In die periode was Mieszko eveneens kanselier van de Hongaarse koningin Elisabeth van Polen, de derde en laatste echtgenote van koning Karel I Robert van Hongarije.
De laatste jaren van zijn leven bleef Mieszko nauwe contacten onderhouden met het Hongaarse huis Anjou. In 1342 was hij aanwezig bij de kroning van de nieuwe koning Lodewijk I, met wie hij ook nauw contact had. 
Mieszko stierf in 1344, waarna hij werd bijgezet in de kathedraal van Veszprém.